# Monumento ossario austro-ungarico di Trento
Il monumento ossario austro-ungarico si trova a Trento all'interno del cimitero comunale.

## Struttura

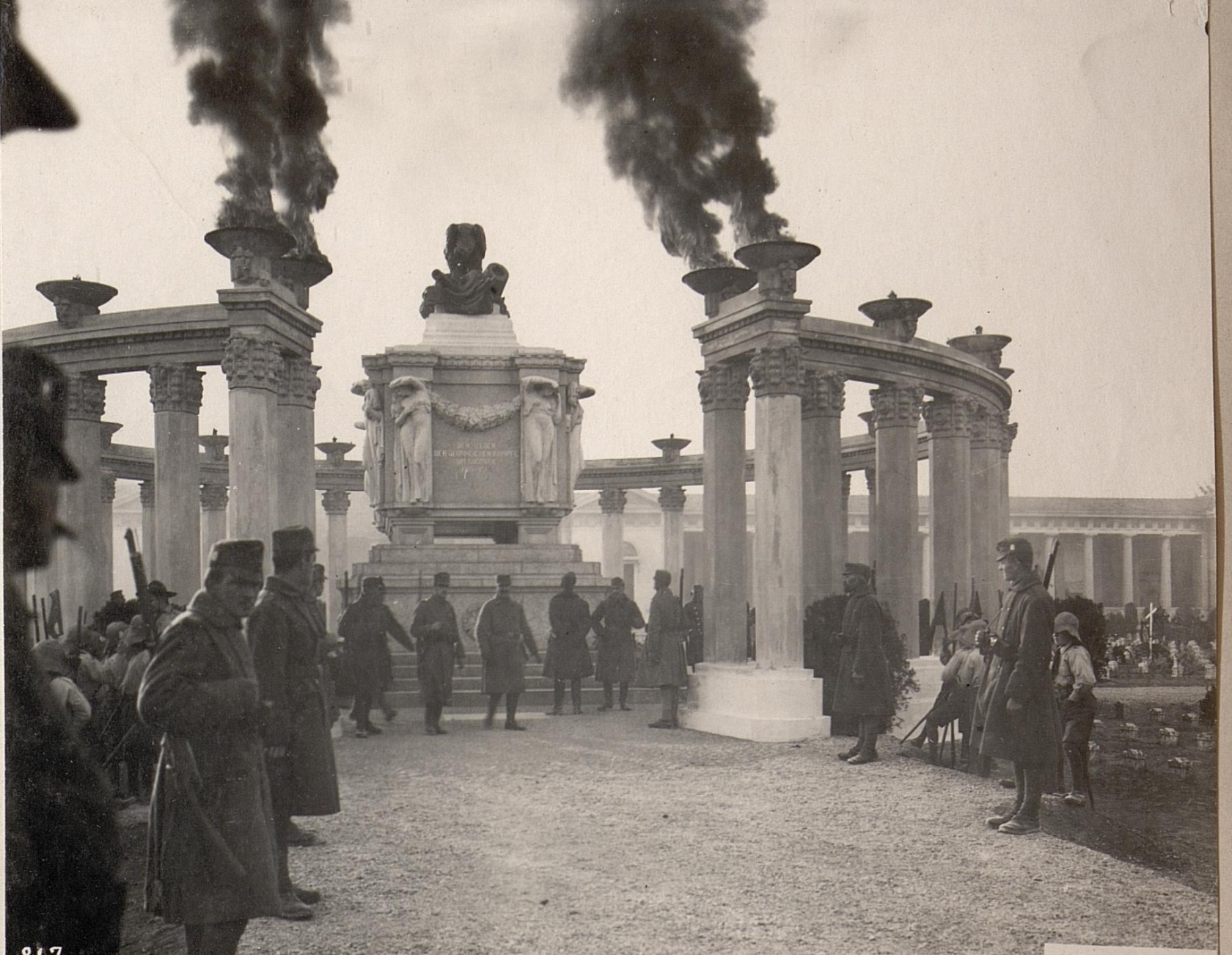
L'inaugurazione dell'ossario l'8 dicembre 1917, con il colonnato poi rimosso

Il monumento ossario è costituito da una grande urna in marmo scolpita da Remo Stringari e da Josef Rauch. L'urna poggia su un piedistallo formato da quattro scalini, collocato sopra una cripta contenente 8.076 caduti austro-ungarici. Le salme di 6.576 caduti sono quelle provenienti da questo stesso cimitero, mentre le altre 1.500 sono quelle dei caduti traslati dal cimitero di guerra di Pergine.
L'originale colonnato visibile nelle immagini dell'inaugurazione è stato successivamente demolito per lasciare spazio alle strutture del nuovo cimitero.